# Тодор Мировски
Тодор Мировски (на македонска литературна норма: Тодор Мировски) е икономист, професор от Северна Македония.

## Биография
Роден е през януари 1904 година в град Щип. През 1928 година завършва Икономическа търговска висша школа в Загреб. Започва да работи в Търговска банка в Струмица. След това се премества в Белград, където работи в Пощенска спестовна банка. Между 1933 и 1941 година работи в Държавна ипотечна банка в Белград. През 1935 става доктор на икономическите науки. Член-съдружник е на списанието „Луч“.
Включва се в НОВМ през май 1944 година. От октомври същата година е изпратен от Главния щаб на НОВ и ПОМ в Белград в Комисията за финанси, където създава отделение за федерални финанси. С решение на Президиума на АСНОМ от януари 1945 е избран за член на Контролния комитет. От юли 1945 до 1947 година е пръв директор на Македонската стопанска банка. По-късно работи в Плановата комисия на Македония.
През 1958 година първото преброяване на населението на Народна република Македония е извършено под негово ръководство. През 1950 година помага за основаването на Икономическия факултет в Скопие.